# ロータス・エスプリ
エスプリ（Esprit ）は、イギリスの自動車メーカーであるロータス・カーズがかつて生産していたスポーツカーである。"スーパーカーの雛形"と言われ1976年から2004年までの28年間で1万台以上が生産された。

## 開発の経緯
それまでライトウェイトスポーツ主体であったロータスがスーパースポーツ路線に参入すべく開発したモデルで、1970年に「プロジェクトM70」として開発がスタートした。
1971年、コーリン・チャップマンがジュネーヴ・モーターショーの場でジョルジェット・ジウジアーロと知り合ったことでデザイナーとして迎えることになり、ジウジアーロ率いるイタルデザインは1972年11月にコンセプトカーを発表する。フロントウィンドウにまで平面ガラスを用いたスタイリングは、ジウジアーロデザインの真骨頂と呼ぶにふさわしい造形であった。この時点ではマセラティのシャシに架装されていたが、その後ジウジアーロから研究用にヨーロッパのコンポーネントを提供するよう要請があった。しかし、ロータス側はヨーロッパのコンポーネントではなく、16バルブDOHCの907型エンジン搭載を前提としたシャシを送付した。
これを元に描かれたスケッチを見てチャップマンは即座に量産化のゴーサインを出し、1975年9月にはプロトタイプが完成。同年10月にはほぼ量産モデルに近い形で、ヨーロッパの後継車としてパリサロンで発表され、「もっともエキサイティングで魅力的な、市販のイギリスのスポーツカーとしてはジャガー・Eタイプ以来のもの」と絶賛された。
また、映画「ジェームズ・ボンド（007）」シリーズでもボンドカーとして活躍し、『007／私を愛したスパイ（1977年）』、『007 ユア・アイズ・オンリー（1981年）』の2作品に登場した。

## S1 （1976年 - 1978年）
プロトタイプの発表を経て1976年に発売。最初期のモデルであることからシリーズ1（S1）と呼ばれるが、後にシリーズ2（S2）が発表されてから遡って用いられるようになった呼称であり、この時点では特に呼称はなかった。タイプナンバーは79。
コンセプトモデルでアルミニウム製であったボディは、エラン以降のロータス車と同様に繊維強化プラスチック（FRP）製に変更されたが、上下を分割した上で接着した2ピース構造とした。同時にデザインも変更され、同時期にイタルデザインが手がけたマセラティ・ブーメランで発表されていた、エッジを強調する細部モチーフを汲んで変更を受けている。なお、FRPボディはハンドレイアップで成形されているため、樹脂硬化時のムラによるボディ面の歪みが大きく、個体重量差は最大で100 kg近くにも及ぶといわれる。テールランプはフィアット・X1/9からの流用品。
鋼板を溶接したバックボーンサブフレームを採用する。ヨーロッパのフレーム後半はメインフレームが二股に分かれてエンジンをクリアし、サスペンション取り付け部まで延びるY字フレームであるのに対して、エスプリのそれは、エンジンルーム前端でパイプで組まれたトラスフレームとなり、後半部分パイプフレーム構造のバックボーンとパイプフレームのハイブリッド構造となっている。車体剛性の大半はバックボーンサブフレームからの入力をFRPモノコックボディが受け持つ。
エンジンは、元ブリティッシュ・レーシング・モータース（BRM）のエンジニアであったトニー・ラッドが開発し、既に2代目エリートで使用されていたロータス自製の907型エンジン（1,973 cc 水冷直列4気筒DOHC）を、ミッドシップに縦置きで45°傾けた状態で搭載する。内径×ストロークは95.2 mm × 69.3 mm、圧縮比は9.5で、デロルト製キャブレターとの組み合わせで最高出力162 PS / 6,200 rpm、最大トルク19.4 kgf·m / 4,900 rpmを発生する。
トランスミッションはシトロエンから供給を受けたSM用の5速MTを搭載。シフトリンケージもSM用を流用しており、コストは嵩んだものの、ミッドシップ車としては異例なまでのシフトフィールの良さを実現した。
サスペンションはフロントがオペル・アスコナから流用したダブルウィッシュボーン式、リアはドライブシャフトがアッパーアームを兼ねるIRS。構成は前後位置決め用のトレーリングアーム+ドライブシャフトを兼ねるアッパーアーム、I型ロアアーム。ロアアームはトランスミッションのインボードブレーキブラケットを兼用したロアアームブラケットに接続し、このブラケットはトランスミッションに直接取り付けられアッパーアームと一緒にキャンバー変化の少ない構成となっている。エンジン/ミッションから車体に伝わる振動対策はこのブラケットとバックボーンフレームの間にゴムブッシュを設置する事で行っている。
従って、振動対策のブッシュはサスペンションのアライメントに影響しない。
ブレーキもオペル・アスコナから流用し、ロータス初となる4輪ディスクでサーボを備える。リアブレーキはインボード式。ホイールはフロント6J、リア7J。タイヤサイズは当初フロント195/60HR14、リア205/70HR14であったが、その後フロント205/60VR14、リア205/70VR14にそれぞれ変更された。ステアリングは2代目エリートから流用された、パワーステアリングを持たないラック・アンド・ピニオン式。メーターはイタリアのヴェリア・ボルレッティ社製である。
アメリカ合衆国を主な市場として想定したため安全面にも気を配り、ドアにジュラルミン製のバリアを設けることで側面衝突に対する安全性を確保している。エンジンルームと車室の仕切りには、防音性に優れる船舶用の19 mm厚プライウッドパネルが用いられている。
S1は994台が生産された。先代にあたるヨーロッパ同様、海外輸出を主軸とするモデルだったため、現在では右ハンドル車はイギリス本国内でも捜索が難しくなっているという。

## S2

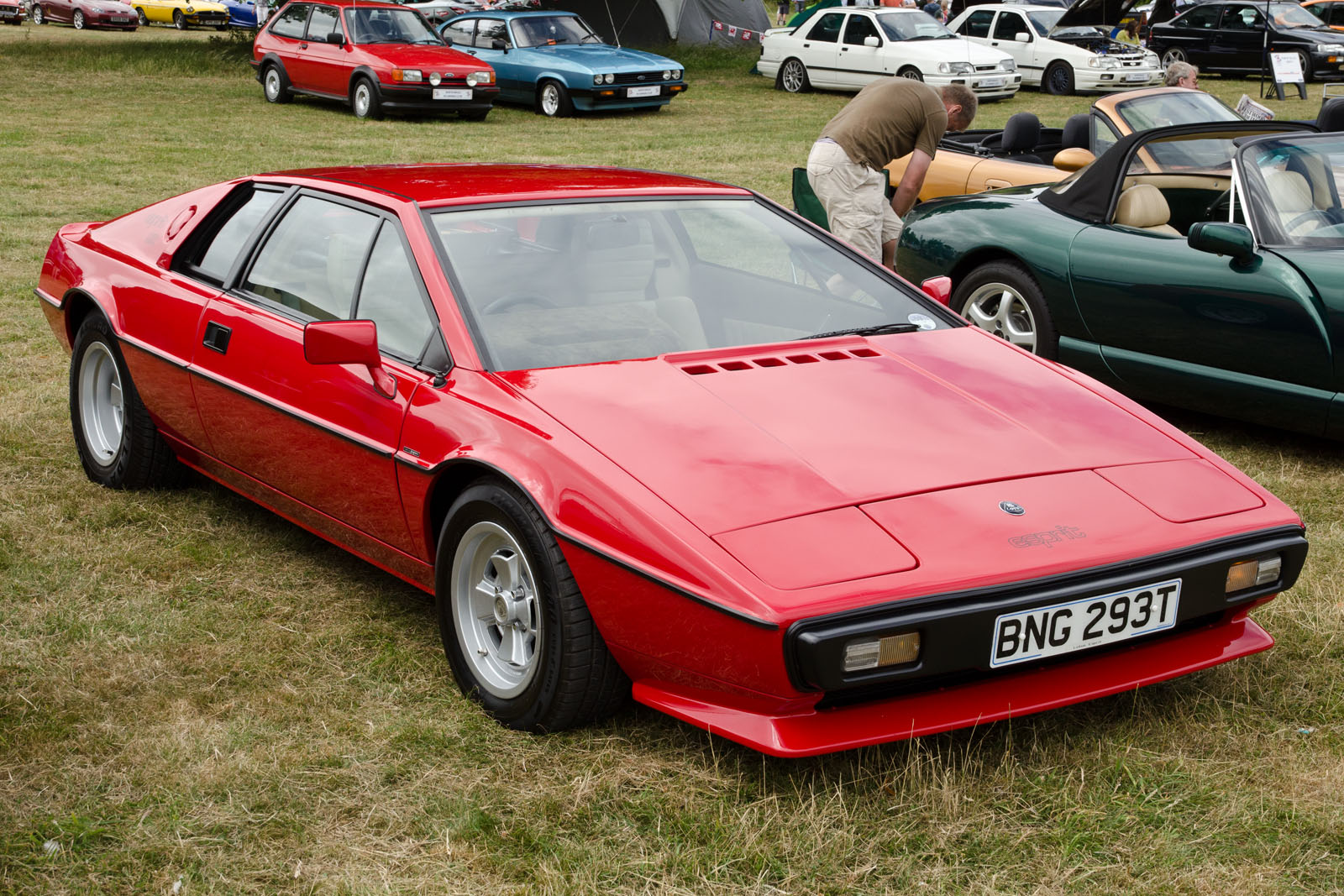
エスプリ S2

1978年にはマイナーチェンジを受けたS2が登場した。
外観上の変更点はフロントスポイラーの追加、サイドシルのブラックペイント化、エンジン冷却のためリアクォーターにエアインテークを追加、スピードライン製ホイールが冷却性を向上した4本スポークに変更されフロント7J、リア7.5Jに幅広化、リアライトに大型であるローバー・3500用を採用等である。
インテリアもより豪華になり、スイッチはロッカーアームからスライド式に変更されて数が増え、エアコンがオプション設定され、シート形状が若干変更されてコノリーレザー仕様をオプションで選択できるようになった。
エンジンのオーバーヒートに対応するためリアホイールハウスにファンが追加され、サイレンサーとテールパイプがアルミニウム製になったが、エンジン自体に大きな変更はない。
イギリス国内のみの限定車として、1978年のF1世界選手権でコンストラクターズチャンピオン獲得を記念するJPSカラーの限定車が100台存在する。これを含め1980年1月までに980台が生産された。

## ターボ
1980年3月ジュネーヴ・ショーにてターボが正式に発表された。タイプナンバーは82、プロジェクトナンバーはM72。わずかに車高が上げられてバンパー高さ規制をクリアし、アメリカへも輸出販売することができるようになった。
最初の100台は当時のF1チーム・ロータスのメインスポンサー『ESSEX』のカラーリングを纏った限定モデルとして登場した。1981年4月から市販された量産モデルとはリアバンパーに『LOTUS』のモールドがない、リアクォーターにエアインテークがない等細部で異なる。
エンジンは910型で、内径φ95.28mm×行程76.20mmで2,173cc。デロルト製40DHLAツインキャブレター、ギャレット・エアリサーチ（現アライドシグナル）製T3型ターボチャージャーを備え圧縮比7.5で210hp/6,000rpm、27.6kgm/4,000rpm。
シャーシフレームはリアブレーキのアウトボード移設に伴い、トランスミッション下側に回り込むパイプを増設し、ロアアームの支持をトランスミッションからフレームに移設、アッパーアームはドライブシャフト兼任から独立したアッパーアームを設定し、これもパイプフレームに接続する形とし、トランスミッションをフレームの一部とする構造から独立させ、エンジン、トランスミッションを車体から完全にフローティングマウントする型式に改められた。
トランスミッションは引き続きSM用を流用するが最終減速比が低くされている。ブレーキはフロントのディスク径が10.5inに拡大された。リアブレーキがアウトボードに移設された。ホイールはマーレBBS製で前輪は7J195/60VR15、後輪は235/60VR15。
同時期にプロジェクトナンバーM71としてV型8気筒エンジン搭載モデルも開発されていたが、重量がかさんでしまうことから市販化は見送られた。
1986年に発表された1987年型からギャレット製T3型ターボチャージャーに水冷式のインタークーラーが組み合わされ圧縮比8.0、215hp/6,000rpm、30.5kgm/4,250rpmを発揮する910S型エンジンとなった。

## S2.2
1980年5月エンジンが912型に変更された。ターボの910型エンジンからターボを取ったような構成で内径φ95.28mm×行程76.20mmで2,173cc、圧縮比9.4で163hp/6,500rpm、23.0kgm/5,000rpm。日本にも欧州仕様と共通のデロルト製DHLA45Eのツインキャブが輸入された。

## S3

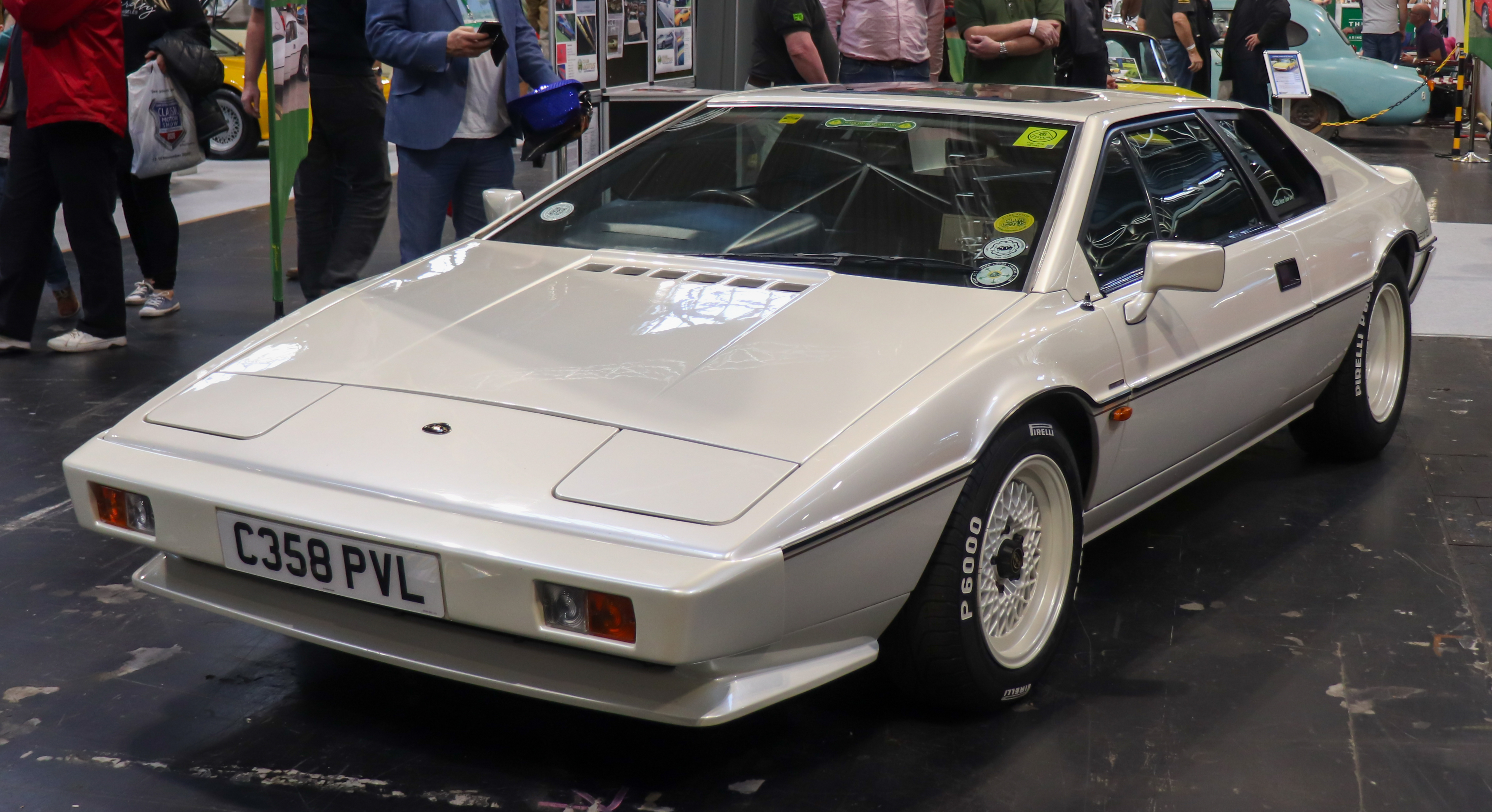
エスプリ S3

1981年4月ターボのシャシにノンターボの912型エンジンを積んだS3が発表された。
タイプナンバーは85となった。
Cd値は0.41。
ジウジアーロがデザインした中では最も熟成され完成度が高いエスプリとなった。
1986年に発表された1987年型から圧縮比10.9、172hp/6,500rpm、2.5kgm/5,000rpmの912S型エンジンに変更された。
シャーシフレームはリアブレーキのアウトボード移設に伴い、トランスミッション下側に回り込むパイプを増設し、ロアアームの支持をトランスミッションからフレームに移設、アッパーアームはドライブシャフト兼任から独立したアッパーアームを設定し、これもパイプフレームに接続する形とし、トランスミッションをフレームの一部とする構造から独立させ、エンジン、トランスミッションを車体から完全にフローティングマウントする型式に改められた。
リアブレーキがアウトボードに移設された。

## HC/ターボHC/ターボHCPI

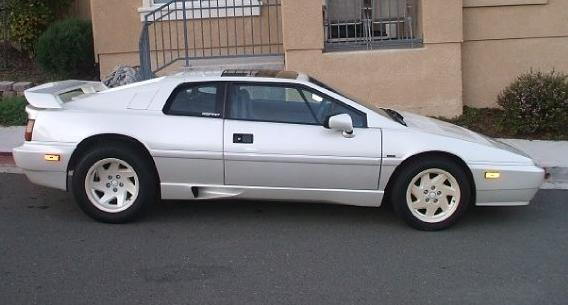
エスプリ ターボHC

1987年秋ロンドンショーでHCとターボHCが発表された。デザインは大きく変更されたがメカニズムの根幹に変更はなかったためタイプナンバーは引き続きノンターボが85、ターボが82。
それまでの鋳鉄製シリンダーライナーをニカシルコーティングを施したマーレ社製のアルミ製部品へ変更し、燃焼室内の冷却向上により圧縮を高めることに成功。エンジンはノンターボが912S型で圧縮比10.9、172hp/6,500rpm、22.5kgm/5,000rpm。ギャレット製T3型ターボチャージャーに水冷式のインタークーラーが組み合わされた910S型となり圧縮比8.0、215hp/6,000rpm、30.5kgm/4,250rpm。HC（ハイコンプレッションの略）として売り出したが、実際には1986年に発表された1987年型から変更済みであった。それまで鋳鉄ライナーとアルミブロックの熱膨張差を吸収するために設けられていた大きな冷間時クリアランスが解消し、始動直後のディーゼルエンジンのような振動騒音が抑えられた。
従来のジウジアーロデザインに比べやや丸みを帯びた「ニューシェイプ」と呼ばれるボディはロータスのピーター・スティーブンスによるものであり、Cd値がノンターボで0.36、ターボで0.35に向上した。また真空吸引成型VARIの採用によりスチールプレス製と遜色のない滑らかなボディが実現している。
トランスミッションは構造変更認可が困難な北アメリカ仕様を除きGTA（V6 ターボ）用5速MTに刷新された。
HC/ターボHC発売後すぐにボッシュKジェトロニックを装備したHCPIが追加された。230hp/6,500rpm、30.1kgm/4,000rpm。
このモデル以降、テールランプはトヨタ・カローラレビン（AE85/86型）の流用品となった。最終型ではエリーゼと共通の丸型テールランプへ変更されている。

## ターボSE
1990年モデルで追加された。

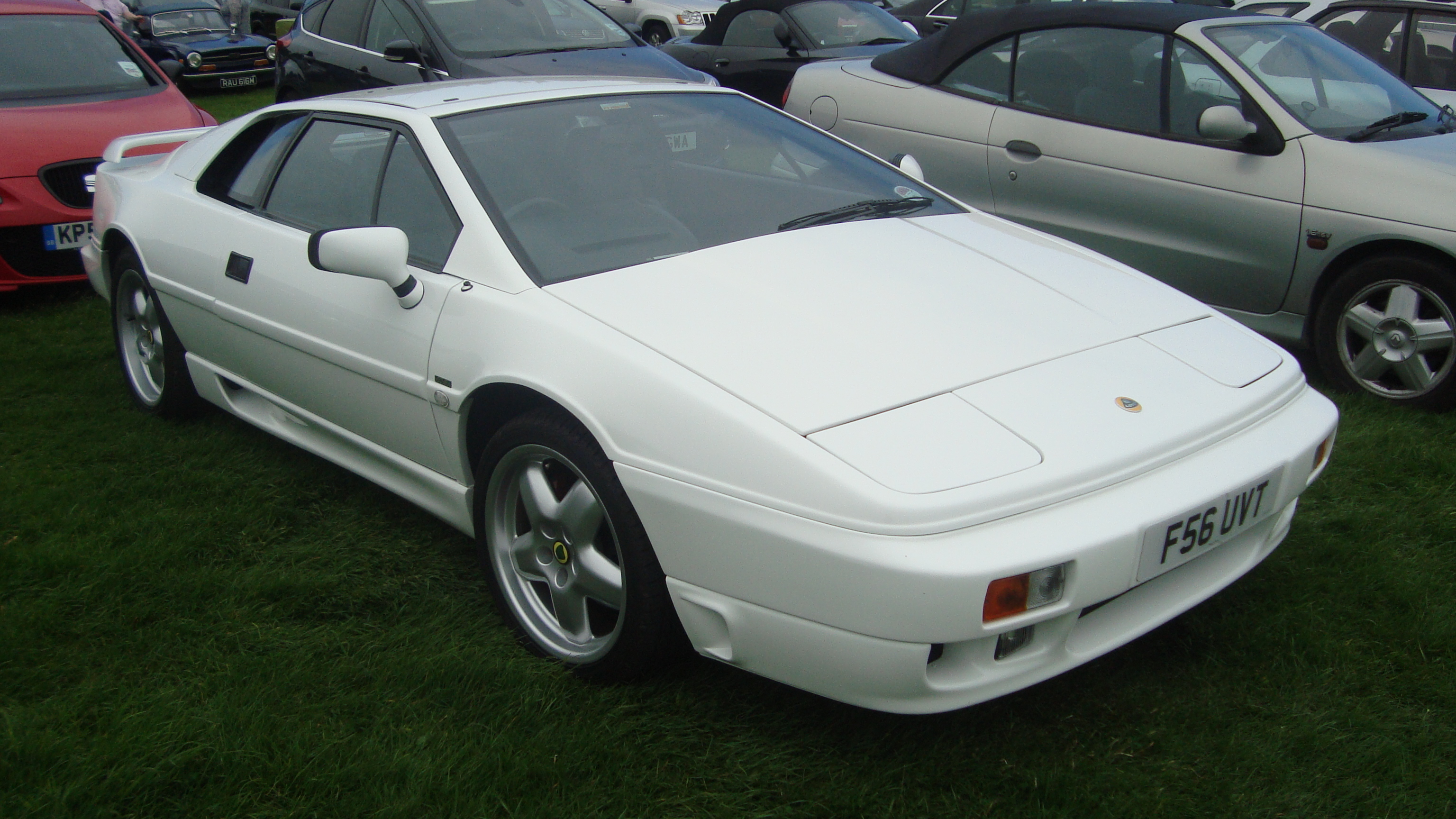
エスプリ ターボSE

電子制御マルチポイント燃料噴射装置を装備し265hp/6,500rpm、36.0kgm/3,900rpm。

スポーツ300発売までトップモデルであり、1993年まで販売されていた。

## スポーツ300

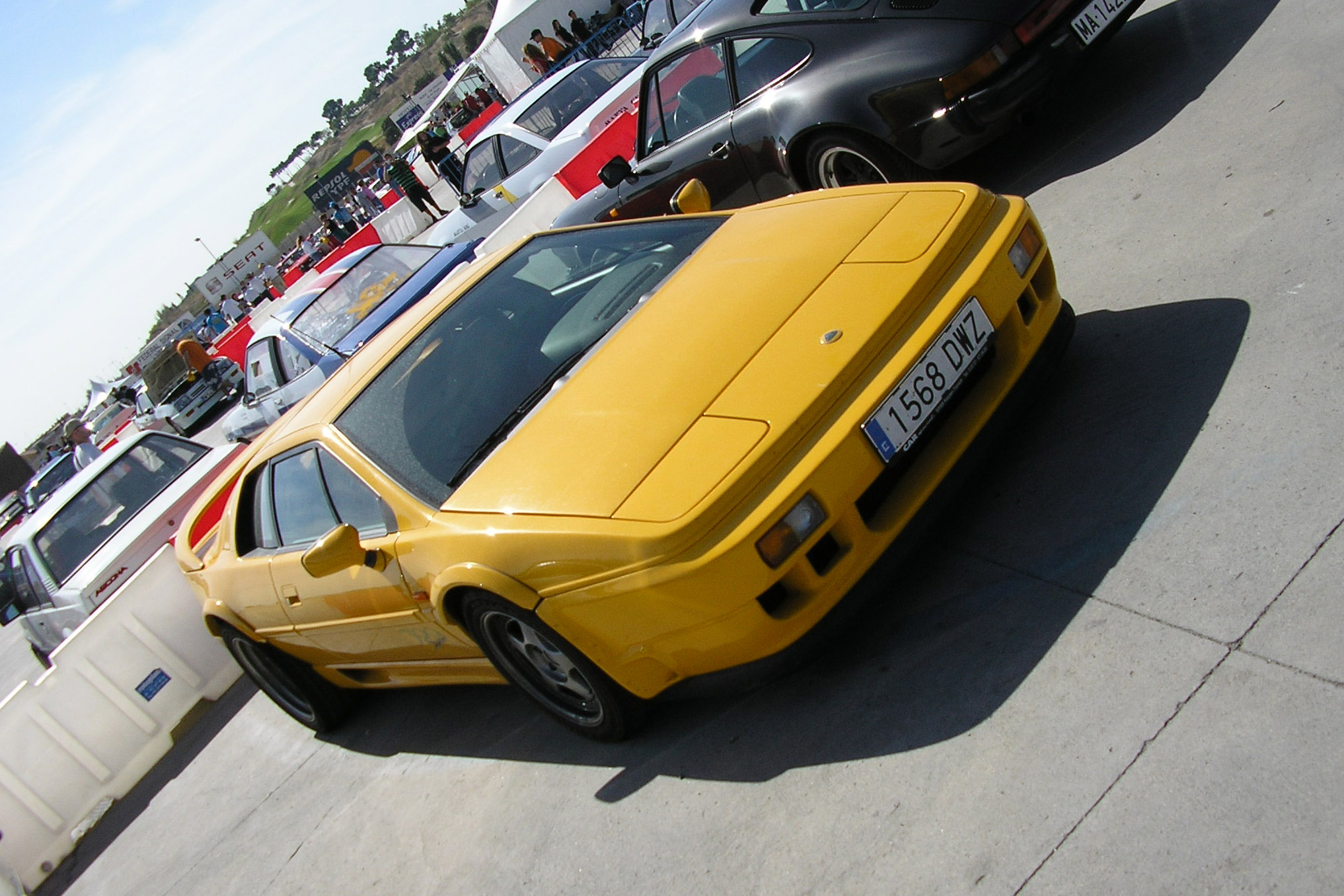
エスプリ スポーツ300

1992年のバーミンガムショーで発表された。エスプリベースのIMSA用レーサー、X180をベースに開発されたホモロゲーションモデルで、従来の直列4気筒2.2リットルをベースとしながら302hp/6,500rpm、38.9kgm/3,900rpmを出した。車両重量は1,215kg。
1993年のル・マン24時間レースにも出場、決勝では熱対策のために前フードを外して走っていた。

## S4
1993年のジュネーヴ・ショーで発表された。

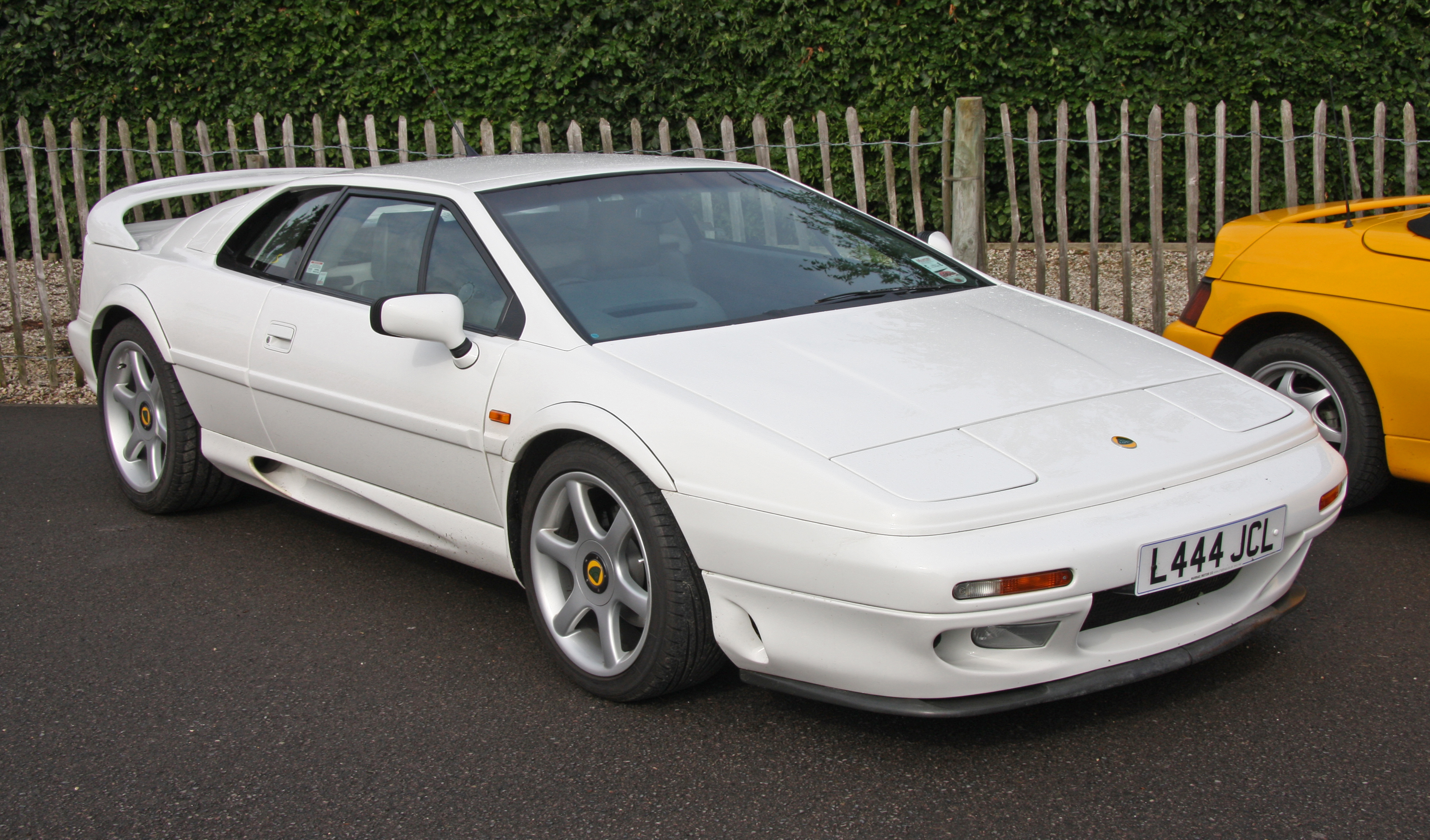
エスプリ S4

265hp/6,500rpm、36.1kgm/3,900rpm。
「ニューシェイプ2」と呼ばれるボディは内外装ともに変更を受け、エスプリとして初めてパワーステアリングを標準装備した。

## V8

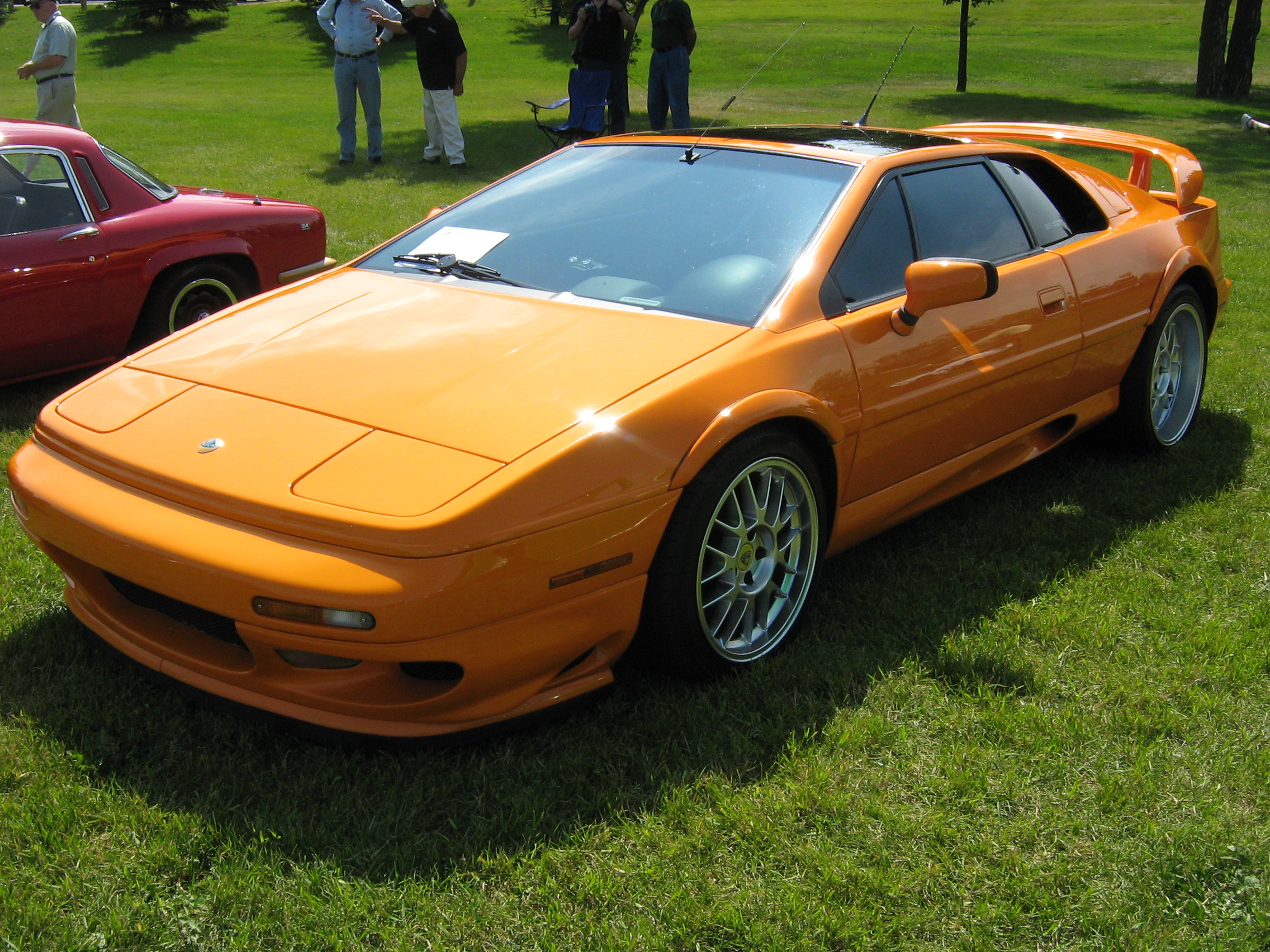
エスプリ V8

1996年、3.5リットルV型8気筒ツインターボエンジンを搭載した“V8”が登場した。
350ps/6,500rpm、40.8kgm/4,250rpm。
ラグジュアリーモデルはSE、スポーツモデルはGTとなる。

## その後
4気筒モデルは“S4”→“GT3”、8気筒モデルは“GT350”→“アニバーサリー”と進化を遂げながら併売され、“ファイナル ラン エディション”を最後に2004年に生産終了となった。